# 熊沢岳
熊沢岳（くまざわだけ）は長野県駒ヶ根市と木曽郡大桑村の境にある標高2,778mの山。木曽駒ヶ岳から空木岳への木曽山脈（中央アルプス）主稜線にある。

## 概要
中央アルプス主稜線の登山道を縦走する際に通過する場合が多い。これを含む周囲の五つのピークを熊沢五峰と呼ぶことがある。山頂には大きな花崗岩の尖った岩があるが、三角点はない。東側斜面は、天竜川の支流の太田切川の本谷源流となっていて、池の平カールがある。山頂付近は、森林限界のハイマツ帯で、高山植物が見られる。
南北に細長いピークを持ち北西と西側、南西と木曽側に張り出した尾根がどっしりと三ノ沢岳から観ると空木岳・赤梛岳・南駒ヶ岳と重なり熊澤岳の存在感を感ずる。
古くは西熊澤岳(熊沢岳)、檜王岳(檜尾岳)、濁澤岳(濁沢大峰)を総称して「前駒ヶ岳」と云った。

## 周辺の山小屋
中央アルプスの有人の山小屋は、完全予約制となっている。駒ヶ岳頂上山荘にのみキャンプ指定地がある。
| 画像 | 名称       | 所在地                        | 収容人数 | 備考                                                          |
| ---- | ---------- | ----------------------------- | -------- | ------------------------------------------------------------- |
|      | 檜尾小屋   | 檜尾岳山頂直下 東へ約300m     | 23人     | 駒ヶ根市所有。旧「檜尾避難小屋」 2022年シーズンから管理者常駐 |
|      | 木曽殿山荘 | 標高2,490m地点 木曽殿越の鞍部 | 100人    | 小屋西に義仲の力水                                            |

## 周辺の山
| 画像 | 名称       | 標高 m | 三角点 等級 | 熊沢岳との 距離 km | 備考           |
| ---- | ---------- | ------ | ----------- | ------------------ | -------------- |
|      | 木曽駒ヶ岳 | 2,956  | 一等        | 5.6                | 日本百名山     |
|      | 檜尾岳     | 2,728  | 三等        | 1.7                |                |
|      | 熊沢岳     | 2,778  |             | 0                  |                |
|      | 東川岳     | 2,671  |             | 1.6                | ひがしかわだけ |
|      | 空木岳     | 2,864  | 二等        | 2.6                | 日本百名山     |

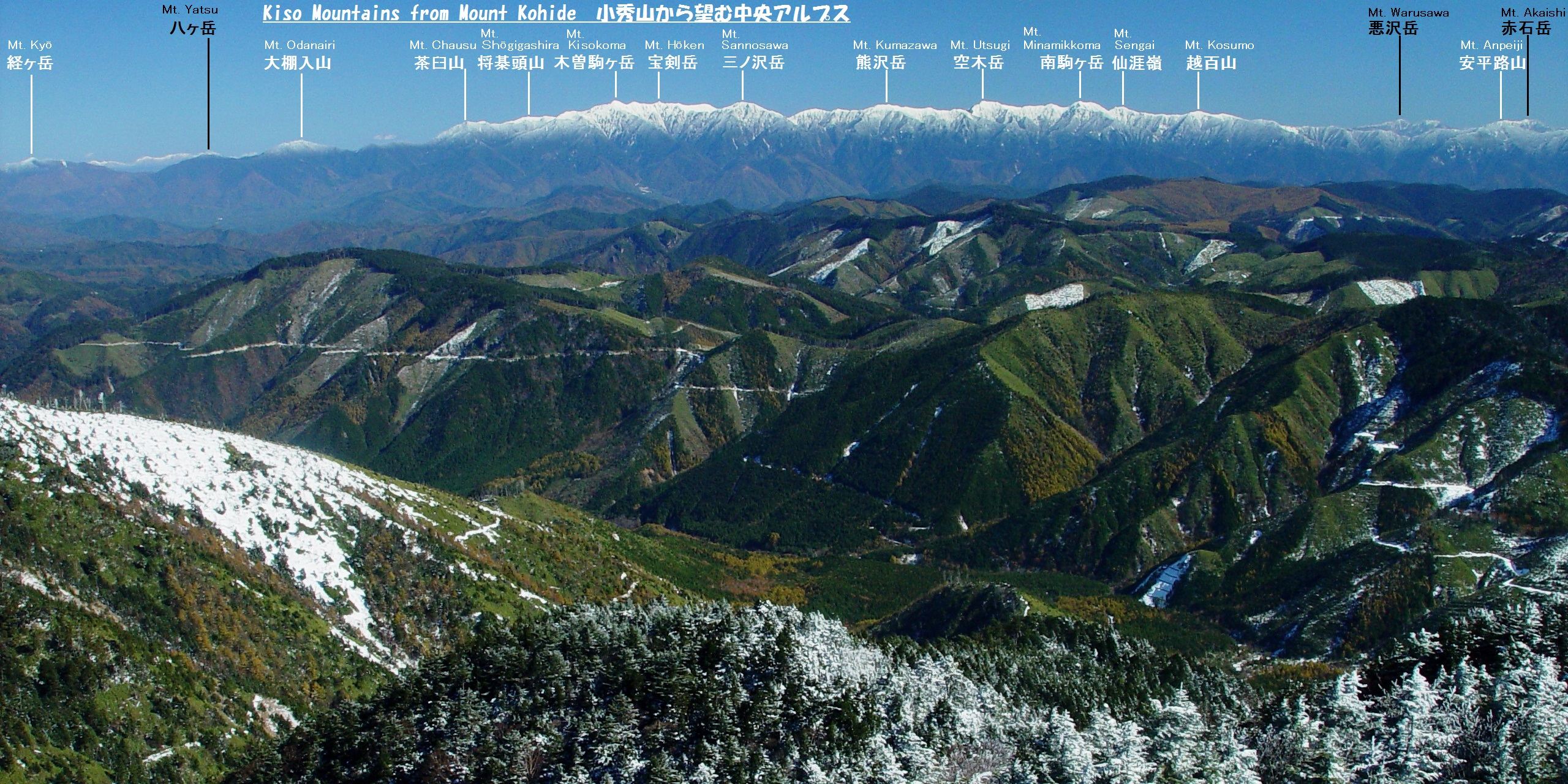
小秀山から望む中央アルプス

木曽山脈（中央アルプス）の主な山は、木曽山脈を参照。

## 関連図書
- 『新日本山岳誌』ナカニシヤ出版、ISBN  4-7795-0000-1
- 『ヤマケイ　アルペンガイド　中央アルプス　御嶽山・白山』山と渓谷社、ISBN 4-635-01320-0
- 『山と高原地図 木曽駒・空木岳 中央アルプス2010』昭文社、ISBN 978-4-398-75720-3